# Pyrausta delicatalis
Pyrausta delicatalis is een vlinder van de familie van de grasmotten (Crambidae). De wetenschappelijke naam van deze soort is voor het eerst voorgesteld door Aristide Caradja in een publicatie uit 1916. De naam is een junior homoniem van Pyrausta delicatalis South, 1901, nu Anania delicatalis.
De soort komt voor in Turkije en Iran.